# Båstad
Båstad je město v kraji Skåne, ve kterém žije okolo pěti tisíc stálých obyvatel, avšak náleží k typickým švédským letním sídlům. Mezi dubnem a zářím je počet obyvatel dvojnásobný a v červenci ještě vyšší. Podobné je to v celé komuně, trvale zde žije 15 tisíc lidí, ale během července je zde 30 tisíc lidí. Některé vsi jsou během zimy téměř vylidněné, ale v červenci přijíždí i více než 2 tisíce dovolenkářů, typickým příkladem je Torekov.
Båstad je znám tenisovou tradicí. Uprostřed města se nachází největší centrkurt ve Švédsku pro více než 5 tisíc diváků. Od roku 1948 se areál stal dějištěm turnaje Swedish Open, do něhož zasáhli také švédské světové jedničky Björn Borg, Mats Wilander a Stefan Edberg.

## Geografie
Město leží v chráněné zátoce Laholmsbukten, za ním se zvedá Hallandský hřbet.

## Historie
Městská práva byla udělena ve 14. či 15. století, v dobách, kdy oblast náležela Dánsku. První spolehlivá zmínka pochází z roku 1513, kdy byla práva udělena opětně.

## Osobnosti
- Carl Adolph Agardh (1785–1859), botanik, narozený v Båstadu.
- Arne Bjerhammar (1917–2011), geodet, v roce 1951 nezávisle na jiných popsal Mooreovu–Penroseovu pseudoinverzi, narozen v Båstadu.
- Birgit Nilssonová (1918–2005), operní pěvkyně, narozena ve Västra Karup v komuně Båstad.
- Erik Paulsson, milionář, podnikatel.[2]
- Bo Widerberg (1930–1997), významný režisér, spoluzakladatel tzv. švédské nové vlny. Narozen v Malmö, v Båstadu založil Malý filmový festival (švédsky Lilla filmfestivalen), je pohřben na Novém hřbitově v Båstadu.

## Pamětihodnosti

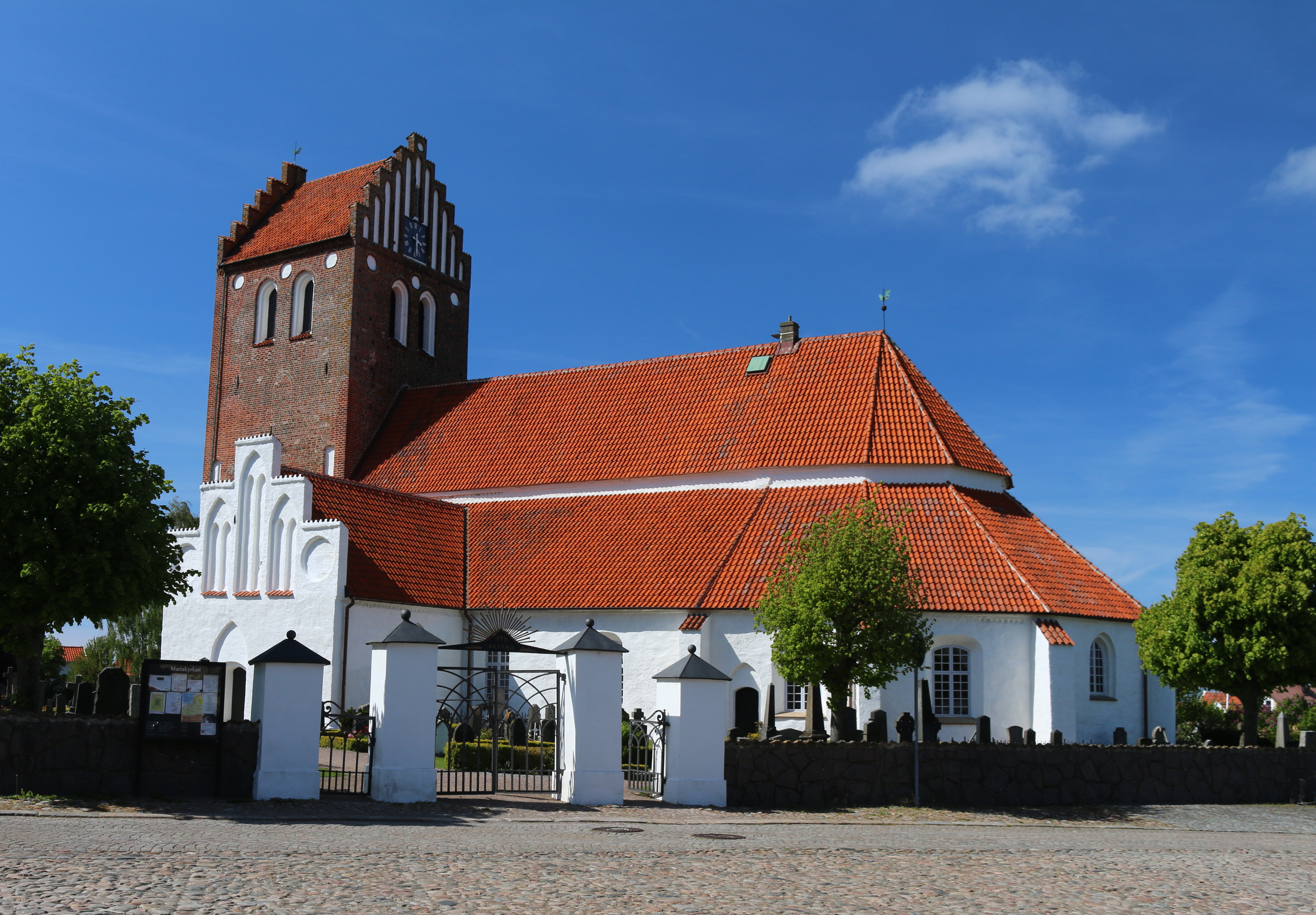
Luteránský kostel Svaté Marie

V centru města stojí kostel svaté Marie. Byl postaven v 15. století v románském slohu, za pozornost stojí nástěnné malby pocházející z různých období, obraz madony a dánský oltář.
Několik kilometrů od města založil v roce 1900 Rudolf Abelin Norrvikenské zahrady (Norrvikens trädgårdar). Byly vybrány coby nejkrásnější park ve Švédsku a v roce 2006 se staly druhým nejkrásnějším parkem Evropy.